# Benkara evenosa
Benkara evenosa är en måreväxtart som först beskrevs av John Hutchinson, och fick sitt nu gällande namn av Colin Ernest Ridsdale. Benkara evenosa ingår i släktet Benkara och familjen måreväxter. Inga underarter finns listade i Catalogue of Life.